# José María Berganza
José María Berganza (var. Braganza) Lorca (Valparaíso, 1809 - Santiago de Chile, 29 de octubre de 1876) fue un político chileno. 

## Biografía
Hijo de José Berganza y Juana Lorca Bazán, se casó con Juana María Fernández de Lorca y Vega Bazán y, en segundas nupcias, con María Dolores Caldera y Olano.
Inició su carrera administrativa en 1828 como oficial de la tesorería de Santiago, luego ministro tesorero y contador mayor en 1851, además de ejercer la docencia en el Instituto Nacional.
Entre 1852 y 1854 fue visitador general de oficinas fiscales y de aduanas. Entre los años 1852 y 1854 fue ministro de Hacienda del presidente Manuel Montt. Durante su gestión dictó la ley de conversión del antiguo diezmo eclesiástico, mejoró las recaudaciones fiscales, se completó la construcción de almacenes fiscales en Valparaíso y se reglamentó la casa de moneda. 
Tras dejar el ministerio reasumió su cargo de contador mayor, que desempeñó hasta 1864. 
Fue elegido Diputado por Osorno en 1849 y 1852, reelegido por Valdivia en 1855 y  1858. Nuevamente electo Diputado, esta vez por Bulnes y Yungay, en 1861. Fue consejero de Estado hasta 1864.